# Slovac
Slovac (izvirno srbsko Словац) je naselje v Srbiji, ki upravno spada pod Občino Lajkovac; slednja pa je del Kolubarskega upravnega okraja.
- Slovac - hiša Elizabet Mulbank
- Slovac - hiša Elizabet Mulbank
- Slovac - Panorama
- Slovac - križišče
- Slovac - Panorama
- Slovac - kamnolom - proge Belgrade - Bar
- Slovac - arheološko najdišče Jerinin grad

## Demografija
V naselju živi 242 polnoletnih prebivalcev, pri čemer je njihova povprečna starost 41,1 let (40,2 pri moških in 41,9 pri ženskah). Naselje ima 91 gospodinjstev, pri čemer je povprečno število članov na gospodinjstvo 3,37.
To naselje je, glede na rezultate popisa iz leta 2002, večinoma srbsko, a v času zadnjih treh popisov je opazno zmanjšanje števila prebivalcev.
|  |

| Demografija | Demografija     | Demografija     |
| Leto        | Št. prebivalcev | Št. prebivalcev |
| ----------- | --------------- | --------------- |
|             |                 |                 |
|             |                 |                 |
|             |                 |                 |
|             |                 |                 |
| 1948        | 449             |                 |
| 1953        | 449             |                 |
| 1961        | 460             |                 |
| 1971        | 391             |                 |
| 1981        | 378             |                 |
| 1991        | 314             | 312             |
| 2002        | 324             | 307             |
|             |                 |                 |

| Etnična sestava po popisu iz leta 2002 | Etnična sestava po popisu iz leta 2002 | Etnična sestava po popisu iz leta 2002 | Etnična sestava po popisu iz leta 2002 | Etnična sestava po popisu iz leta 2002 |
| -------------------------------------- | -------------------------------------- | -------------------------------------- | -------------------------------------- | -------------------------------------- |
| Srbi                                   | Srbi                                   |                                        | 306                                    | 99,67%                                 |
| Hrvati                                 | Hrvati                                 |                                        | 1                                      | 0,32%                                  |
| Neznano                                | Neznano                                |                                        | 0                                      | 0,0%                                   |